# روي موريرا ليما
روي موريرا ليما (بالبرتغالية: Rui Moreira Lima) هو طيار برازيلي، ولد في 12 يونيو 1919 في مارانهاو في البرازيل، وتوفي في 13 أغسطس 2013.